# Tickle Channel
Der Tickle Channel ist eine zwischen 1,5 und 5 km breite sowie 8 km lange Meerenge vor der Loubet-Küste des Grahamlands auf der Antarktischen Halbinsel. Der Kanal verläuft zwischen der Adelaide-Insel im Westen und der östlich gelegenen Hansen-Insel. Er verbindet die Hanusse-Bucht im Norden mit der sich nach Süden anschließenden Meerenge The Gullet.
Teilnehmer der British Graham Land Expedition (1934–1937) unter der Leitung des australischen Polarforschers John Rymill sichteten sie bei einem Flug im Februar 1936. Der Falkland Islands Dependencies Survey nahm 1948 Vermessungen und die deskriptive Benennung vor. „Tickle“ ist die in Neufundland und Labrador gängige Bezeichnung für einen schmalen Wasserweg zwischen zwei Inseln.